# Vascolarizzazione surrenalica
La vascolarizzazione del surrene avviene a carico dell'arteria surrenalica superiore, media, ed inferiore.
L'arteria surrenalica superiore origina dall'arteria frenica inferiore, e raggiunge la ghiandola penetrandovi dall'apice; l'arteria surrenalica media origina dall'aorta addominale, e raggiunge il surrene dal suo margine mediale; l'arteria surrenalica inferiore, origina dall'arteria renale, e raggiunge l'organo dal suo versante basale. Le arterie, dopo aver attraversato la capsula connettivale che riveste l'organo, formano un plesso arterioso dal quale originano arterie brevi e arterie lunghe.
Le arterie brevi penetrano nella corticale risolvendosi in una rete di sinusoidi, dalla quale originano delle venule che si ricapillarizzano nuovamente nella midollare, costituendo una circolazione portale. Le arterie lunghe, invece, attraversano la corticale e, raggiungendo la midollare, si capillarizzano nella rete sinusoidale midollare.